# Joseph Johannes Hermans
Joseph Johannes Hermans (Brunssum, 16 juli 1898 – Ubach over Worms, 11 januari 1963) was een Nederlands politicus.
Hij ging rond 1916 werken bij de gemeentesecretarie van Brunssum waar hij het uiteindelijk bracht tot adjunct-commies. Hermans was nog maar 27 jaar toen hij in 1926 werd benoemd tot burgemeester van Susteren. In 1941 volgde ontslag waarbij hij het bevel kreeg om de gemeente Susteren te verlaten. Hij werd opgevolgd door een NSB'er maar kon na de bevrijding in 1945 terugkeren in zijn oude functie. Het jaar erop volgde zijn benoeming tot burgemeester van Ubach over Worms. Begin 1962 werd hij ernstig ziek en een jaar later, krap zeven maanden voor hij met pensioen kon gaan, overleed hij op 64-jarige leeftijd.